# Kymopoleia
Kymopoleia, grekiska: Κυμοπόλεια, är i den grekiska mytologin de vilda sjöstormarnas gudinna. Hon är dotter till Poseidon och Amfitrite.
Hennes make är Briareos, med vilken hon fick dottern Oiolyka.